# واشقان (مقاطعة فراهان)
واشقان (بالفارسية: واشقان) هي قرية تقع في مركزي في إيران. يقدر عدد سكانها بـ 76 نسمة بحسب إحصاء 2016.